# ニューヨーク市の名祖のある通りの一覧
下記は、人に因んで名付けられたニューヨーク市の通りと広場の一覧である。

## マンハッタン
- アン・ストリート - アン・ホワイト：開拓者・商人のトーマス・ホワイトの妻
- アスター・プレイス、アスター・ロウ - ジョン・ジェイコブ・アスターとアスター家の人々：地主[2]
- バロー・ストリート - トーマス・バロー：トリニティ教会の彫刻のアーティスト
- ビーチ・ストリート - ポール・バシェ：リスペナード・メドウズを所有したアンソニー・リスペナードの義理の息子
- ビーク・ストリート - はっきりとしないが、おそらくビーク家
- ベスユーン・ストリート (発音：Beth-YOON) - ヨハンナ・ベチューン：ニューヨーク孤児院の共同創立者
- ブレーカー・ストリート - アンソニー・ブレーカー (1770-1827)：弁護士、詩人。ワシントン・アーヴィングとウィリアム・カレン・ブライアントの友達であり、通りがブレーカーの農場を通っていたことから名付けられた
- ボガーダス・プレイス - ボガーダス家、エヴェラルドス・ボガーダス、ジェームズ・ボガーダスを含む
- ブルーム・ストリート - ジョン・ブルーム：ニューヨーク州副知事
- カブリーニ・ブルバード - マザー・カブリーニ
- チャールズ・ストリート - チャールズ・クリストファー・アモス：地主
- チャールトン・ストリート - ジョン・チャールトン：ニューヨーク医師会会長
- クリストファー・ストリート - チャールズ・クリストファー・アモス：地主。1799年より前は、地主のピーター・ウォーレンの義理の息子、ウィリアム・スキナーからスキナー・ロードとして知られていた
- コロンバス・サークル - クリストファー・コロンブスの最初の航海から400周年を記念して
- コートランド・ストリート - コートランド家：地主
- ディランシー・ストリート - ジェームズ・ディランシー：今のロウアー・イースト・サイドにあった農場を所有
- フォーシス・ストリート - ベンジャミン・フォーシス中佐
- フルトン・ストリート - ロバート・フルトン
- ガイ・ストリート - 恐らく「Rゲイ」
- グレート・ジョンズ・ストリート - サミュエル・ジョンズ：「ニューヨーク・バーの父」
- グリーン・ストリート - ナサニエル・グリーン：アメリカ独立戦争の英雄
- ヘンリー・ストリート (マンハッタン) - ヘンリー・ラトガース：アメリカ独立戦争の英雄
- ヘスター・ストリート - ヘスター・ベイヤード
- ホレイショ・ストリート - ホレイショ・ゲイツ：アメリカ独立戦争、サラトガの戦いの英雄
- ハウストン・ストリート (発音：HOW-ston) - ウィリアム・ヒューストン：建国の父
- ジェーン・ストリート - ジェインズ氏：アレクサンダー・ハミルトンが死去したと言われるときに#81にいた
- ジェファーソン・ストリート (マンハッタン) - トーマス・ジェファーソン：3代アメリカ大統領
- ピーター・ジェニングス・ウェイ - ピーター・ジェニングス：ABCニュースのアナウンサー
- ホアン・パブロ・ドゥアルテ・ブルバード - ホアン・パブロ・ドゥアルテ：ドミニカ共和国の建国の父
- ラガーディア・プレイス - フィオレロ・ラガーディア：ニューヨーク市長
- レノックス・アベニュー - ジェームズ・レノックス：慈善家
- ルロワ・ストリート - ヤコブ・レ・ロイ&サン：海運会社と米英戦争の密航者
- ラドロー・ストリート - アウグストゥス・ラドロー：米英戦争海軍の英雄
- マクドーガル・ストリート - アレクサンダー・マクドーガル：アメリカ独立戦争の英雄
- マディソン街 - ジェームズ・マディソン：4代アメリカ大統領
- マーサー・ストリート - ヒュー・マーサー：アメリカ独立戦争の人物
- マルコム・X・ブルバード - マルコム・X：アメリカの人権活動家
- モンロー・ストリート (マンハッタン) - ジェームズ・モンロー：アメリカ大統領
- モートン・ストリート - ヤコブ・モートン：19世紀初期の民兵指揮官
- ナッソー・ストリート - ウィリアム・オブ・ナッソー
- ペリー・ストリート - オリバー・ハザード・ペリー：米英戦争海軍の英雄
- リビングトン・ストリート - ジェームズ・リビングトン：アメリカ独立戦争の出版者
- ラトガース・ストリート - ヘンリー・ラトガース：アメリカ独立戦争の英雄
- サント・ニコラス・アベニュー - 聖ニコラス
- ストイフェサント・ストリート - ピーター・ストイフェサント：ニュー・ネーデルランドの最後の知事、地主[3]
- サリバン・ストリート - ジョン・サリバン：アメリカ独立戦争の将軍
- トンプソン・ストリート - ウィリアム・トンプソン：アメリカ独立戦争の将軍
- ヴァンダービルト・アベニュー - ヴァンダービルト家：グランド・セントラル駅の所有者、道路の建設
- ヴァリック・ストリート - リチャード・ヴァリック：アメリカ独立戦争の人物、ニューヨーク市長
- ヴィーシィ・ストリート (発音：VEE-see) - ウィリアム・ヴィーシィ
- ワシントン・ストリート - ジョージ・ワシントン：初代アメリカ大統領
- ウィリアム・ストリート - ウィリアム・オブ・ナッソー
- ウースター・ストリート - デイビッド・ウースター：アメリカ独立戦争の英雄

### 広場
- チャタム・スクエア - ウィリアム・ピット：初代チャタム伯爵、英国首相
- ダッフィー・スクエア - フランシス・P・ダッフィー：ニューヨークの第69歩兵隊の従軍牧師
- ハノーヴァー・スクエア - ハノーヴァー朝
- リンカーン・スクエア - 地主
- マディソン・スクエア - ジェームズ・マディソン：4代アメリカ大統領
- トンプキンス・スクエア - ダニエル・トンプキンズ (1774–1825)：アメリカ合衆国副大統領
- ワシントン・スクエア公園 - ジョージ・ワシントン
- ワース・スクエア - ウィリアム・J・ワース

## ブロンクス
- ブルックナー・エクスプレスウェイ - ヘンリー・ブルックナー：政治家、長年の区長

関連: ヨナス・ブロンク (1600–1643)：ブロンクスの由来となったスウェーデン人移民

## ブルックリン
- フルトン・ストリート - ロバート・フルトン
- ヘルツル・ストリート - テオドール・ヘルツル
- ヴァンダービルト・アベニュー - ヴァンダービルト家

## クイーンズ
- ブリンカーホフ・アベニュー - ブリンカーホフ家
- ダグラストン・パークウェイ - ダグラストン家に由来するクイーンズのダグラストン地区
- フランシス・ルイス・ブルバード - フランシス・ルイス：地元住民、アメリカ独立宣言の署名者
- ルーズベルト・アベニュー - セオドア・ルーズベルト[4]

## スタテンアイランド
- ファザー・カポダンノ・ブルバード - ビンセント・ロバート・カポダンノ：ベトナム戦争で死去
- ハイラン・ブルバード - ジョン・F・ハイラン：ニューヨーク市長
- ラガーディア・アベニュー - フィオレロ・ラガーディア：ニューヨーク市長

## 読書案内
- New York Songlines: Virtual Walking Tours of Manhattan Streets